# Roberto Delgado & Orquesta
Roberto Delgado & Orquesta es una orquesta de salsa panameña con sede en la Ciudad de Panamá. El líder de la banda es Roberto Delgado. La banda ha lanzado cinco álbumes de estudio y desde el lanzamiento del disco La Rosa de los Vientos (1996) del cantautor Rubén Blades, el conjunto se convirtió en su banda de acompañamiento para la mayoría de sus proyectos. Los siguientes álbumes incluyeron Son de Panamá (2015), que fue galardonado con el Premio Grammy Latino al Mejor Álbum de Salsa y el Premio Grammy al Mejor Álbum Latino Tropical, y Salsa Big Band (2017), que recibió el Premio Grammy Latino por Mejor Álbum de Salsa y Álbum del Año,  y el Premio Grammy al Mejor Álbum Latino Tropical.

## Miembros de la banda
- Roberto Delgado; director musical, productor discográfico, arreglista, bajo y voces de refuerzo
- Juan Berna; piano
- Marcos Barraza; congas y voces de refuerzo
- Carlos Pérez-Bidó; timbales y voces de refuerzo
- Raúl "Toto" Rivera; bongó, güiro, maracas y campana
- Ademir Berrocal; batería, bongó, campana y voces de refuerzo
- Luis Enrique Becerra; teclado y voces de refuerzo
- Juan Carlos "Wichy" López; trompeta
- Alejandro "Chichisín" Castillo; trompeta y trombón
- Francisco Delvecchio; trombón
- Avenicio "Pin" Núñez; trombón
- Idígoras Bethancourt; trombón
- Carlos Ubarte; Saxofón barítono

## Discografía
- Rubén Blades presenta a Roberto Delgado (1996)
- Roberto Delgado & Orquesta (2004)
- Roberto Delgado y su Orquesta... En Vivo (2008)
- Son de Panamá (2015)
- Salsa Big Band (2017)
- SALSWING! (2021)
- SALSA PLUS! (2021)
- SWING! (2021)

## Premios y nominaciones

### Premios Grammy
Los premios Grammy son otorgados anualmente por la Academia Nacional de Artes y Ciencias de la Grabación de Estados Unidos. La orquesta ha recibido dos premios. 
| Año  | Categoría      | Trabajo nominado             | Resultado |
| ---- | -------------- | ---------------------------- | --------- |
| 2016 | Son de Panamá  | Mejor álbum de música latina | Ganadores |
| 2018 | Salsa Big Band | Mejor álbum de música latina | Ganadores |
| 2021 | SALSWING!      | Mejor álbum de música latina | Ganadores |

### Premios Grammy Latinos
Los Premios Grammy Latinos son otorgados anualmente por la Academia Latina de Artes y Ciencias de la Grabación en Estados Unidos. La orquesta ha recibido cinco premios de seis nominaciones.  
| Año  | Categoría      | Trabajo nominado     | Resultado |
| ---- | -------------- | -------------------- | --------- |
| 2015 | Son de Panamá  | Álbum del año        | Nominados |
| 2015 | Son de Panamá  | Mejor álbum de salsa | Ganadores |
| 2017 | Salsa Big Band | Álbum del año        | Ganadores |
| 2017 | Salsa Big Band | Mejor álbum de salsa | Ganadores |
| 2021 | SALSWING!      | Álbum del año        | Ganadores |
| 2021 | SALSA PLUS!    | Mejor álbum de salsa | Ganadores |